# Hadrodactylus coxatus
Hadrodactylus coxatus är en stekelart som beskrevs av Davis 1897. Hadrodactylus coxatus ingår i släktet Hadrodactylus och familjen brokparasitsteklar. Inga underarter finns listade i Catalogue of Life.